# Madame de Pompadour
Pour les articles homonymes, voir Pompadour et Poisson (homonymie).
Jeanne-Antoinette Poisson, marquise de Pompadour et duchesse de Menars, dite Madame de Pompadour, fut une maîtresse en titre du roi Louis XV, née le 29 décembre 1721 à Paris et morte le 15 avril 1764 au château de Versailles.
Introduite à la cour par relations, elle est remarquée par le roi Louis XV et devient sa maîtresse en titre pendant six ans, de 1745 à 1751.
Louis XV lui fait construire le Petit Trianon ainsi que le château de Bellevue, comme résidence, et lui offre le domaine de Pompadour, ce qui lui permet de devenir marquise et d'acquérir la noblesse. Ses origines bourgeoises lui attirent des critiques de la part de l'aristocratie.
À partir des années 1750, la marquise n'est plus la maîtresse du roi, mais conserve un ascendant en tant que confidente et amie. En ce sens, elle encourage l'aménagement de la place Louis XV — actuelle place de la Concorde — ou la création de la manufacture de porcelaine de Sèvres, proche de sa résidence de Bellevue. Mme de Pompadour apprécie particulièrement l'architecture et les arts décoratifs. Elle acquiert d'ailleurs en 1753 l’hôtel d’Évreux à Paris, aujourd'hui nommé palais de l'Élysée. La marquise s'intéresse aussi à la littérature et encourage la publication des deux premiers tomes de l'Encyclopédie de Diderot et d'Alembert.
De santé fragile, elle meurt d'une congestion pulmonaire, âgée seulement de 42 ans.

## Biographie

### Jeunesse

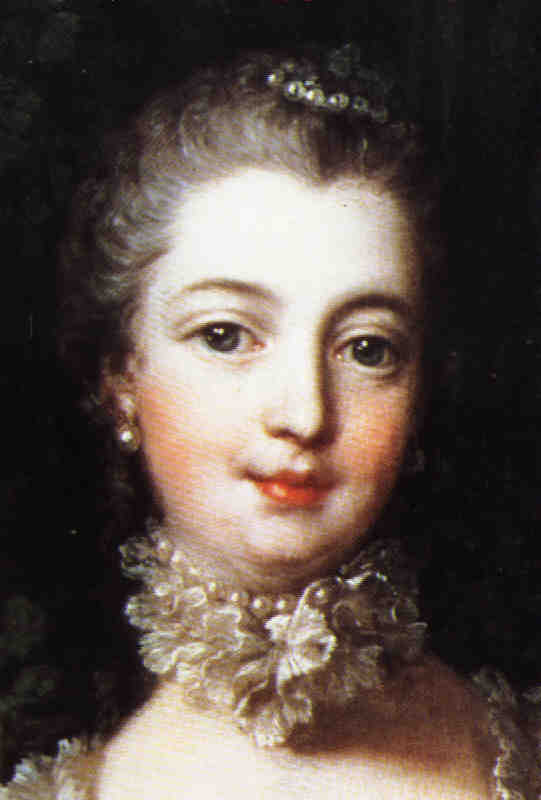
La marquise de Pompadour
par François Boucher.

La future marquise de Pompadour voit le jour à Paris le mardi 29 décembre 1721 : « Du mercredi 30 décembre 1721, fut baptisée Jeanne-Antoinette Poisson, née d'hier, fille de François Poisson, écuyer de Son Altesse royale Monseigneur le duc d'Orléans, et de Louise-Madeleine de La Motte, son épouse, demeurant rue de Cléry… ». Le baptême est célébré en l'église Saint-Eustache. Jeanne-Antoinette doit ses prénoms à son parrain, Jean Pâris de Monmartel, et à la nièce de ce dernier, Antoinette Justine Pâris, sa marraine. François Poisson, fils de tisserands de Provenchères près de Montigny-le-Roi, s'est marié trois ans plus tôt, le 11 octobre 1718 à Saint-Louis des Invalides, avec Madeleine de La Motte qui appartient à une famille plus élevée socialement. De cette union naîtront deux autres enfants : Françoise-Louise, rue Thévenot le 15 mai 1724 et baptisée en l'église Saint-Sauveur, ainsi qu'Abel-François, le 18 février 1727 en la paroisse de Saint-Jean-en-Grève à Paris.
Son père, François Poisson, a débuté comme conducteur dans le service des vivres. Remarqué par les frères Pâris, des financiers liés à la famille de La Motte, il a rendu de grands services en Provence, au moment de la peste. Mais, chargé comme commissaire aux vivres du ravitaillement de Paris pendant la disette de 1725, il est accusé de trafics et ventes frauduleuses. François Poisson est contraint de quitter le pays et s'exile au Saint-Empire romain germanique. Le 23 avril 1727, une commission du Conseil le déclare débiteur pour la somme de 232 430 livres. Le 12 août de la même année, une sentence du Châtelet de Paris décide la séparation de biens avec son épouse, mais leur maison rue Saint-Marc est saisie. Avant son départ, François Poisson confie sa fille Jeanne-Antoinette, qui a 5 ans, au couvent des Ursulines de Poissy en 1727. Ce couvent est connu pour l'éducation des jeunes filles issues notamment de la bourgeoisie. La santé de Jeanne-Antoinette est fragile. Mais elle souffre aussi moralement d'une double absence : celle de son père exilé, et celle de sa mère qui mène une vie pour le moins mouvementée. En janvier 1730, Madame Poisson reprend sa fille à Paris, rue Neuve des Bons-Enfants. Jeanne-Antoinette reçoit alors une éducation soignée et l'enseignement des arts d'agrément, tels que le dessin, la musique, la peinture, la gravure, la danse, les cours de chant donnés par Pierre de Jélyotte, mais aussi de déclamation par Jean-Baptiste de La Noue. Dans ce cadre, elle découvre le salon littéraire de Madame de Tencin, une amie de sa mère, qui deviendra la marraine de sa fille, puis se lie d'amitié avec la jeune voisine de celle-ci, Marie-Thérèse de La Ferté-Imbault. C'est dans ce cercle que la jeune fille va apprendre l'art de la conversation et les valeurs de l'esprit.
Pendant l'éloignement de François Poisson, son épouse Madeleine de La Motte a entre autres amants, le riche fermier général Charles François Paul Le Normant de Tournehem, célibataire et amateur d'art. L'infidélité notoire de Madeleine a fait naître l'hypothèse d'une liaison plus précoce avec Jean Pâris de Monmartel ou Le Normant, d'où la suspicion que Jeanne-Antoinette soit leur fille naturelle.
Une légende raconte qu'à neuf ans, elle soit allée consulter avec sa mère une voyante qui se serait exclamée : « Vous serez la maîtresse du roi ». Toujours est-il que, lorsque le testament de la future marquise est ouvert, on découvre qu'une dame Lebon, voyante parisienne, s'est vu allouer une pension de 600 livres par an.

### Mariage

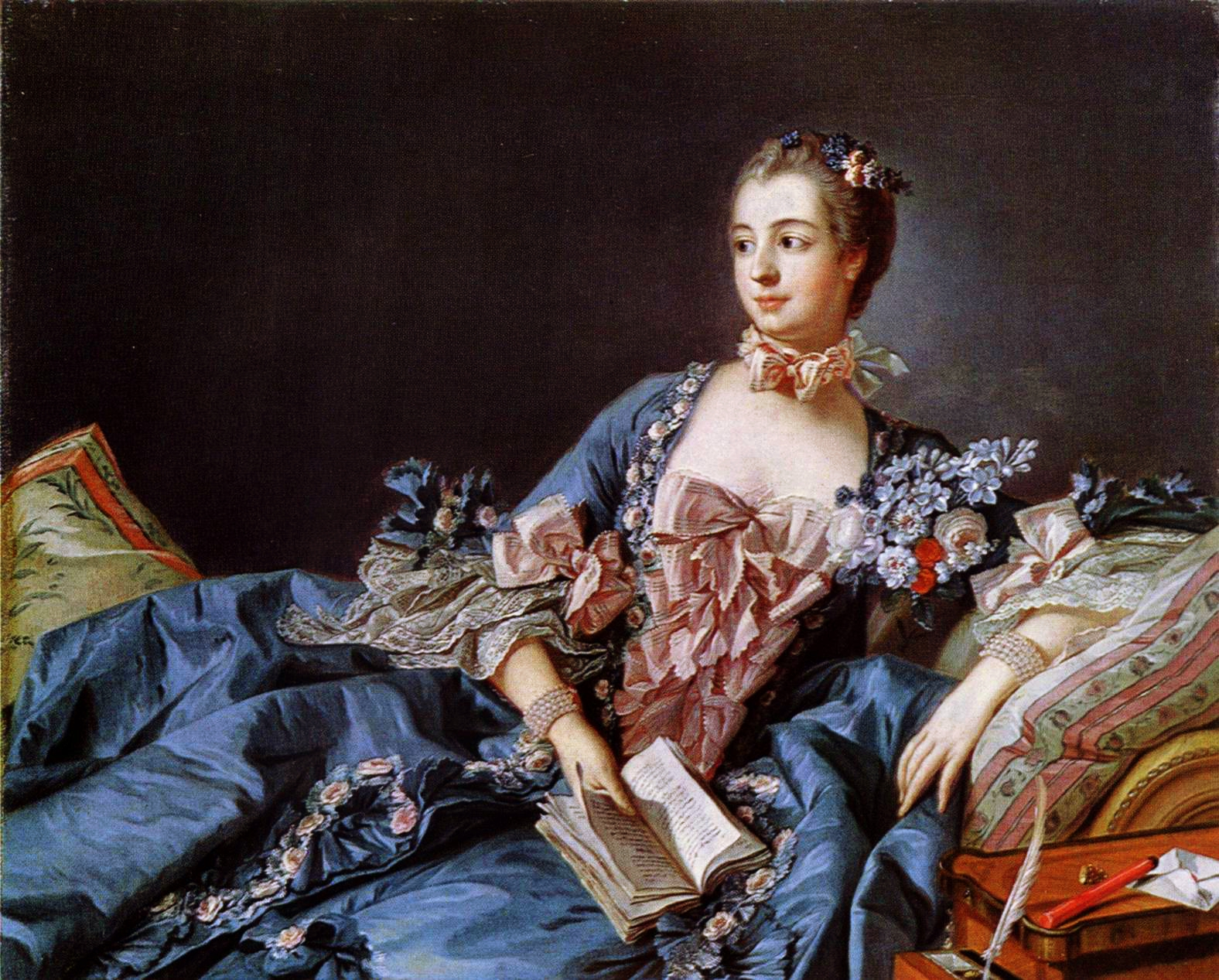
Madame de Pompadour
par François Boucher, vers 1758.
(Édimbourg, National Gallery of Scotland).

Après avoir veillé à l'éducation des deux enfants, Jeanne-Antoinette et Abel-François, Le Normant de Tournehem, leur tuteur légal, fait épouser à la première, dès qu'elle eut 19 ans, le 9 mars 1741 en l'église Saint-Eustache, son neveu et héritier Charles-Guillaume Le Normant d'Étiolles, âgé de vingt-quatre ans. Le contrat fut signé, le 4 mars 1741, en la maison du 50 rue de Richelieu, actuel hôtel Washington, restaurée en 1738 par Jacques Hardouin-Mansart de Sagonne pour le compte de sa mère .
Le couple a un fils, Charles Guillaume Louis, né le 26 décembre 1741, baptisé à l'ancienne paroisse Saint-Paul, mais qui meurt dans sa première année. Le 10 août 1744 naît une fille, appelée Alexandrine, du prénom de sa marraine Mme de Tencin. Elle fut baptisée à Saint-Eustache.
Le lieutenant des Chasses de Versailles considère Jeanne-Antoinette Le Normant d'Étiolles comme assez belle, « d'une taille au-dessus de l’ordinaire, svelte, aisée, souple, élégante ; son visage était d'un ovale parfait, ses cheveux plutôt châtain clair que blonds. Ses yeux avaient un charme particulier, qu'ils devaient peut-être à l'incertitude de leur couleur. Elle avait le nez parfaitement bien formé, la bouche charmante, les dents très belles, un sourire délicieux, la plus belle peau du monde ».
La beauté de Jeanne-Antoinette et son esprit la font connaître et elle devient l'hôtesse des salons cultivés et mondains de Paris. Mme de Tencin la présente à Madame Geoffrin et à sa fille, la marquise de La Ferté-Imbault. Elle donne des représentations intimes dans le petit théâtre qu'elle a fait construire dans son château d'Étiolles, à côté de Sénart où le couple s'installe. Cette propriété se situe dans la forêt royale et le roi vient fréquemment chasser aux abords. Madame d'Étiolles a le droit statutairement d'assister à ces chasses en phaéton (calèche) et se fait accompagner par un des lieutenants de la vénerie royale qui l'informe précisément sur les passages du roi pour qu'elle puisse attirer son attention. C'est au cours de l'une d'elles, durant l'été 1743, que Louis XV l'a remarquée.

### Favorite royale

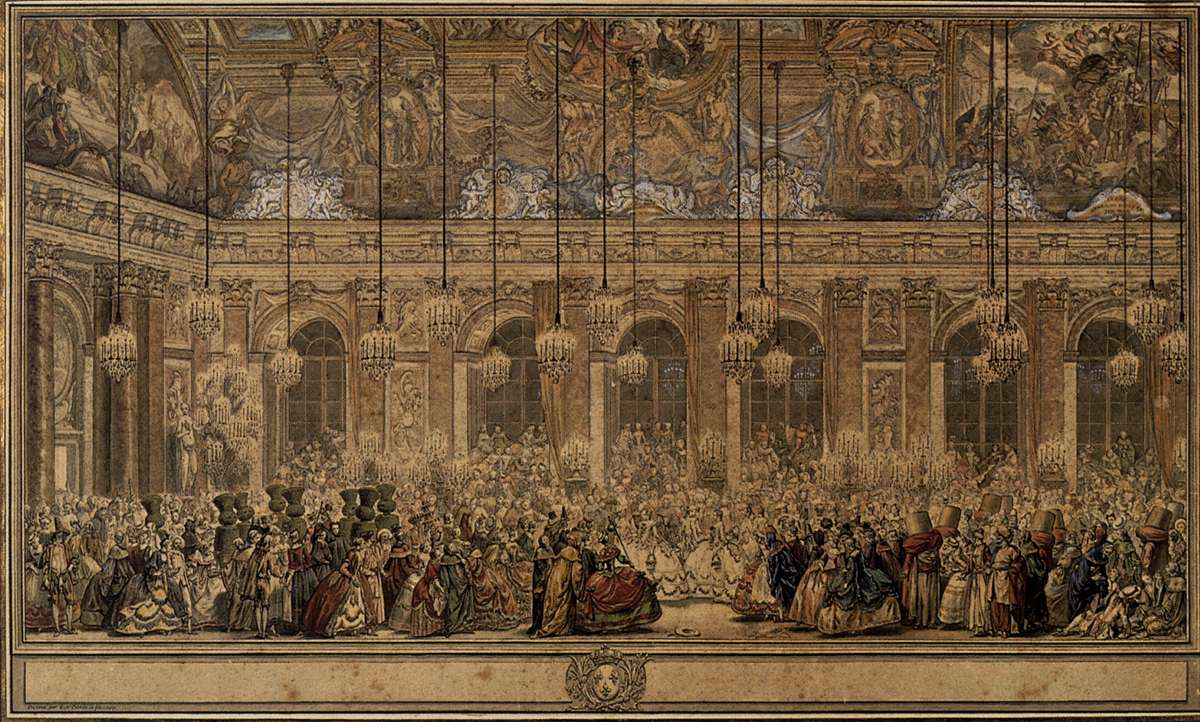
Le peintre Charles-Nicolas Cochin immortalise la rencontre entre le roi Louis XV, dissimulé sous un if, et Mme d'Étiolles en Diane chasseresse, au cours du célèbre bal masqué, donné en l'honneur du mariage du dauphin,
Louis de France.

Proche du père de Jeanne-Antoinette, Joseph Pâris avait été exilé de 1726 à 1729 sous le gouvernement du cardinal de Fleury. La mort de celui-ci, en janvier 1743, donne l'occasion aux frères Pâris, au cardinal de Tencin, à sa sœur la madame de Tencin et au maréchal de Richelieu de rentrer en grâce. Ce cercle dispose d'une occasion pour se placer auprès de Louis XV. La jeune Jeanne-Antoinette, qui est très proche des Pâris, paraît susceptible de plaire au roi. Le stratagème mis en place fonctionne et porte ses fruits en 1745.
Le 23 février 1745 est célébré le mariage religieux du fils du roi, le dauphin Louis, avec l'infante Marie-Thérèse d'Espagne. Des fêtes sont organisées pendant huit jours pour cet événement. Le 25 février a lieu dans la Galerie des Glaces, au château de Versailles, un bal masqué où est invitée Jeanne-Antoinette, sous l'apparence de Diane chasseresse. Le roi et ses plus proches courtisans sont costumés en ifs et la cour observe que l'un d'entre eux s'entretient longuement avec cette belle inconnue. Les conversations se cristallisent autour de ce couple et l'on pense reconnaître le souverain. La scène est immortalisée par le peintre Charles-Nicolas Cochin et « ceux qui prononcent à mi-voix le nom de Mme d'Étiolles croient à un simple caprice ». Trois jours plus tard, le 28 février, au cours du bal offert à l'Hôtel de ville de Paris par le corps municipal, une nouvelle rencontre entre Madame d'Étiolles et Louis XV confirme l'intérêt que lui porte le roi.
Jeanne-Antoinette devient une visiteuse régulière et, le 10 septembre 1745, Louis XV l'installe au château de Versailles dans un appartement situé juste au-dessus du sien, relié par un escalier secret.
Le 24 juin 1745, le roi lui fait don du domaine de Pompadour, acquis le 15 juin par la Couronne auprès du prince de Conti, le roi relevant le titre tombé en déshérence faute d'héritier mâle, la créant ainsi marquise, tandis que Jeanne-Antoinette obtient de son mari une séparation légale. En effet, le Châtelet de Paris prononce le 15 juin 1745, un arrêt de séparation de corps et de biens. La présentation officielle de la nouvelle favorite à Versailles, le 15 septembre 1745, doit être faite par une princesse du sang. Pour cette cérémonie très protocolaire, la princesse de Conti accepte d'être la marraine de Jeanne-Antoinette, en échange de l'extinction de ses dettes. Elle a 23 ans. Pour l'initier aux « bonnes façons » de la Cour, on lui choisit deux maîtres de conduite, Charles-Antoine de Gontaut-Biron et l'abbé de Bernis. Elle cherche progressivement à conquérir les différents cercles du roi, mais reste haïe par la famille royale, le dauphin la surnommant « maman putain ». Les milieux dévots d'une part et les milieux aristocratiques conservateurs d'autre part concentrent leurs attaques sur la nouvelle maîtresse du roi, certes pécheresse, mais surtout parvenue puisque issue de la haute bourgeoisie et non de l'antique noblesse comme l'étaient les précédentes favorites du roi. La veille de Noël, le 24 décembre 1745, sa mère Louise Madeleine de la Motte meurt à l'âge de quarante-six ans.

La Marquise de Pompadour par Maurice Quentin de La Tour (1748-1755)
(Paris, Musée du Louvre).

Le 21 mai 1746, Louis XV achète pour la somme de 750 000 livres à Louis-Alexandre Verjus, marquis de Crécy, son château pour l'offrir à Madame de Pompadour. Elle charge l’architecte Jean Cailleteau dit « Lassurance » et le paysagiste Jean-Charles Garnier d'Isle d'embellir son domaine en remaniant le château et en redessinant tout le village. Elle commande au peintre François Boucher des trumeaux peints illustrant les arts et les sciences et fait apposer la façade en trompe-l'œil du moulin de la Bellassière, ayant une vraie vision paysagère d'ensemble. Toujours en 1746, Louis XV donne aussi à la marquise de Pompadour une parcelle d'environ six hectares dans le parc de Versailles, au lieu-dit "Les Quinconces". Elle y fait construire en 1749 par le même architecte Lassurance une demeure pleine de charme, avec un jardin français, un jardin fruitier, un jardin botanique et des volières, qu'elle appelle son Ermitage. Situé chemin de Versailles à Marly (au 10 de la rue de l'Ermitage, sous sa dénomination à partir de 1835), ce domaine fleuri contenait une fameuse vasque de marbre rose ayant appartenu à Louis XIV.
Son influence politique croît au point qu'elle favorise le mariage hautement diplomatique entre Marie-Josèphe de Saxe et le dauphin Louis, fils de Louis XV, célébré le 9 février 1747. Son ascension sociale lui vaut d'être critiquée par des pamphlets injurieux, appelés « poissonnades ». Dans ce contexte, Madame de Pompadour obtient la disgrâce du ministre, le comte de Maurepas, accusé de rechercher avec très peu de zèle les auteurs de ces libelles, d'autant qu'elle le soupçonne de complicité. Sa famille subit également les quolibets, dont son grand-père maternel Jean de la Motte, entrepreneur des provisions, dont le surnom « boucher des Invalides » est employé par ses ennemis pour rappeler que c'est la première fois qu'un roi de France prend une femme du peuple pour favorite .
En février 1748, la marquise acquiert le château de La Celle, à quelques kilomètres de Versailles, pour la somme de 260 000 livres. La reine et le Dauphin, appuyés par les milieux dévots, pressent le roi de mettre un  terme à cette relation adultérine notoire et finissent par le faire céder après de nombreuses années de résistance. Cependant, bien qu'elle cesse de partager l'intimité du roi, Jeanne voit sa carrière connaître une nouvelle promotion : elle obtient en 1749 le privilège royal de loger dans l'appartement du duc et de la duchesse de Penthièvre au rez-de-chaussée du corps central du château de Versailles alors que Mesdames les filles du roi le convoitent. La même année 1749, elle choisit comme médecin personnel le docteur François Quesnay, futur chef des physiocrates, qui obtient le titre de médecin consultant du roi et un logement à la cour (un « entresol » situé au premier étage) proche du rez-de-chaussée qu’habite Mme de Pompadour.
En 1750, cinq ans après leur première liaison, les relations entre le roi et sa favorite prennent un tour platonique, voire simplement amical. Devant le peu d'empressement du roi et malgré les stimulants, elle ne contente plus sa sensualité et elle craint d'être supplantée par une dame de la cour. Elle comprend qu'elle ne peut conserver son emprise sur lui qu'en le laissant libre de trouver les joies charnelles qu'exige son tempérament. Ce rôle dont elle ne peut s'acquitter, Madame de Pompadour le délègue discrètement à des subordonnées pour détourner l'attention des ambitieuses femmes de la Cour. Il se trouve « dans l'entourage de Louis XV, des pourvoyeurs compétents », comme le duc de Richelieu ou Dominique-Guillaume Lebel, premier valet de chambre du roi. Des jeunes femmes ou jeunes filles sont donc présentées au souverain et logées dans la maison du Parc-aux-cerfs, l'actuel quartier Saint-Louis, à Versailles. Les plus célèbres des maîtresses sont alors Charlotte Rosalie de Choiseul-Beaupré,, Anne Couppier de Romans dont le fils, Louis Aimé, est reconnu par le roi sans être légitimé, ce qui fait trembler la marquise, et Marie-Louise O'Murphy de Boisfailly, dite Morphyse, qui donne naissance à une fille, Agathe Louise.
Officiellement en début d'année 1752, la passion se transforme en amitié. Jeanne-Antoinette ne quitte pas la cour pour autant et reste dans l'entourage immédiat de la famille royale, alignant sa conduite sur celle qu'avait eue en son temps la marquise de Maintenon. Mme de Pompadour excelle en effet à distraire Louis XV, lui fait découvrir les arts, organise des fêtes, des représentations théâtrales, entretient le goût du souverain pour les bâtiments et les jardins, multiplie ses résidences hors de Versailles. Ce qui explique qu'après avoir été pendant cinq ans sa maîtresse, elle reste la favorite en titre. Forte de son pouvoir, elle obtient du roi de donner titres et faveurs à son frère, Abel-François Poisson, qui devient successivement marquis de Vandières, de Marigny et de Menars. Ce dernier est enfin nommé en 1751 directeur des Bâtiments du roi.
En 1753, elle achète l'hôtel d'Évreux (l'actuel palais de l’Élysée) et marque le lieu par ses choix en matière de décoration et d'ameublement.
Le 15 juin 1754, l'unique fille née du mariage de la marquise, prénommée Alexandrine en hommage à Mme de Tencin, meurt. Jeanne en avait obtenu la garde et l'élevait telle une princesse royale. L’enfant d’environ 9 ans a contracté une péritonite aiguë au couvent des Dames de l'Assomption, rue Saint-Honoré à Paris, où elle recevait son éducation. Madame de Pompadour, retenue à Versailles, n'est pas présente au moment de cette maladie foudroyante. Lorsque la nouvelle lui en parvient, Louis XV dépêche en urgence deux de ses médecins personnels au chevet de l'enfant, mais ils arrivent trop tard. La marquise, profondément affectée, ne s’est jamais vraiment remise de ce drame. Quelques jours plus tard, le 25 juin 1754, meurt également son père, François Poisson.
Le samedi 7 février 1756, le roi annonce la nomination de Madame de Pompadour en tant que dame du palais de la Reine. La présentation a lieu le lendemain, après les vêpres.

#### La consécration et le château de Saint-Ouen
Méconnu, rarement pris en compte, le château de Saint-Ouen incarne pourtant magistralement l'éclatante ascension sociale de Madame de Pompadour, à la fois par la qualité illustre de ses propriétaires et par son dispositif intérieur unique. Un objet fabuleux, aux armes de Pompadour, conservé au musée des Arts et Métiers en rappelle le souvenir.
Aussi étrange que cela puisse paraître, la marquise de Pompadour, après avoir vendu son château de Crécy, n'acheta cependant que l’usufruit du château de Saint-Ouen de 1759 à sa mort, en 1764. Elle n'en fut donc ni locataire (comme ce fut le cas au château de Champs-sur-Marne), ni propriétaire à proprement parler.
Bâti entre 1664 et 1672 par Antoine Lepautre, ce château fut construit pour Joachim de Seiglière de Boifranc, avant de passer par mariage dans la prestigieuse famille des ducs de Tresmes et ducs de Gesvres pendant tout le XVIIIe siècle, puis d’être détruit en 1821 par Louis XVIII.
Le château érigé au XVIIe siècle présentait un plan classique en U, et une longue façade, agrémentée de deux ailes prolongeant le corps central, côté jardin face à la Seine.
L’originalité de Saint-Ouen résidait en fait dans sa distribution intérieure ; le corps central comportait en effet une enfilade de trois salons à l’italienne, dont les décors avaient entièrement été remaniés par les Slodtz dans les années 1750. Le salon à l'italienne est un dispositif illustré avec faste au château de Vaux-le-Vicomte, dont le grand salon ovale est l'exemple le plus fameux — c'est-à-dire une pièce occupant toute la hauteur du bâtiment.
Cette référence en tête, c'est dire combien l'enfilade des trois salons à l'italienne de Saint-Ouen devait être impressionnante, dont les décors étaient agrémentés des portraits de toute la famille royale. Ce dispositif spectaculaire, créé pour le duc de Gesvres servait la volonté affichée de reconnaissance sociale de la marquise de Pompadour, devenue en 1752 duchesse "à tabouret" (lui donnant le privilège de s'assoir en présence de la reine).
En parallèle de ce décor existant, Mme de Pompadour mit en œuvre un grand projet de restructuration dès son acquisition, dont la dépense atteignit plus de 500 000 livres. Les communs furent ainsi entièrement reconstruits et de nombreuses modifications apportées.
Malgré l’absence d’iconographie, une restitution du plan du rez-de-chaussée a pu être établie, en recoupant les différentes sources qui permettent de saisir l'ampleur du projet architectural de Mme de Pompadour ; il semblerait que l’architecte qui supervisa cette restructuration ne fût autre que Ange-Jacques Gabriel, premier architecte du roi, qui gérait alors les chantiers des différentes résidences de la marquise.
Utilisant le salon à l’italienne central comme un pivot, un appartement pour le roi fut ainsi créé en pendant de celui de la désormais duchesse de Pompadour, faisant du prestigieux château de Saint-Ouen le reflet de son statut, symbole de sa victoire sociale et politique.

#### Le marquisat de Ménars
Le 30 juin 1760, la marquise de Pompadour fait l'acquisition, par acte passé devant Me Alleaume et Delamanche, notaires à Paris, du château et du marquisat de Menars, de la terre de Nozieux et de toutes leurs dépendances, propriétés de Mesdames de Lastic et de Castellane. Le montant total de ce vaste domaine s’élève à 880 000 livres.
Pendant son « règne » de vingt ans, elle maintient des rapports cordiaux avec la reine. Mme de Pompadour entretient aussi des relations avec les ministres qu'elle invite parfois dans ses appartements.
Elle appuie la carrière du cardinal de Bernis, du duc de Choiseul et soutient le renversement des alliances de la Prusse vers l'Autriche qui se concrétise par la guerre de Sept Ans et la perte de la Nouvelle-France. La légende veut que la marquise, pour consoler le roi très affecté par la déroute de Rossbach, l'aurait exhorté à ne pas s'affliger outre mesure, concluant par ces mots : « Il ne faut point s'affliger : vous tomberiez malade. Après nous, le déluge ! ».

### Dernière année

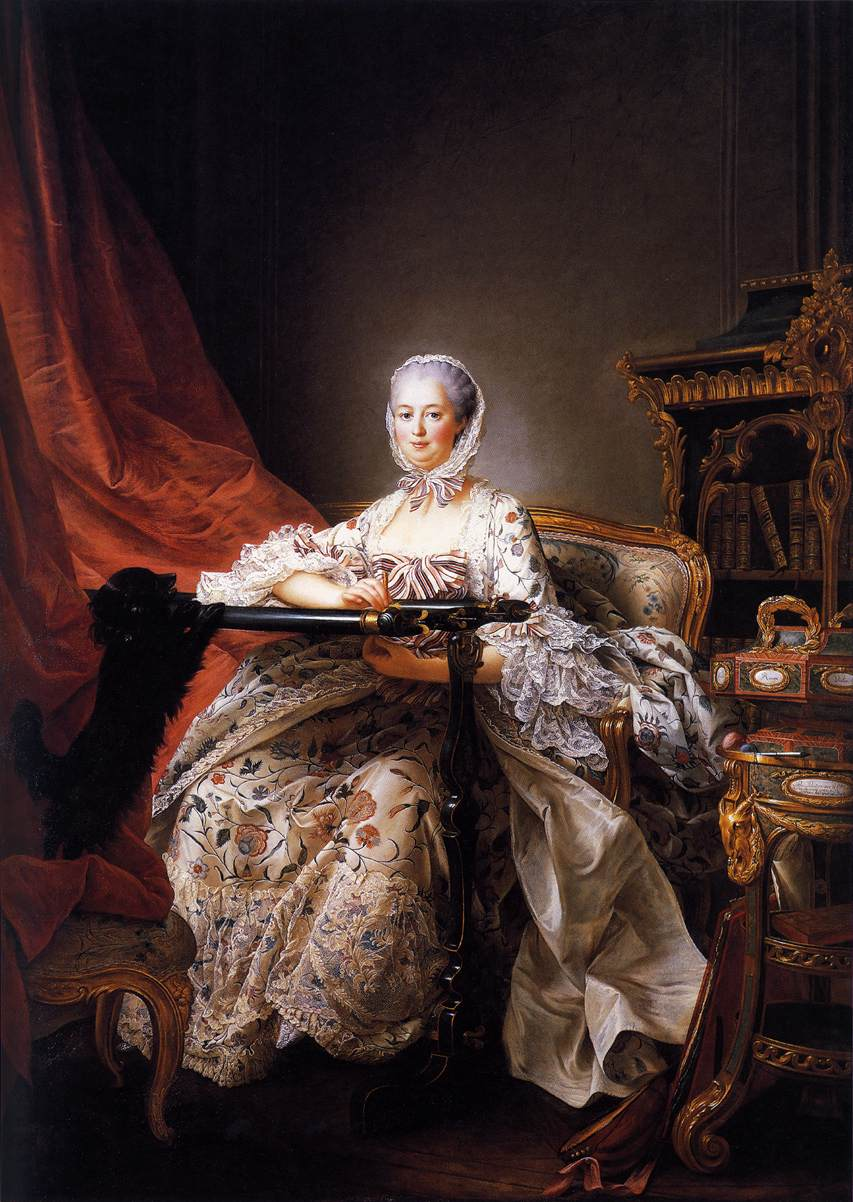
Madame de Pompadour à son métier à broder par François-Hubert Drouais (1763-1764)
(Londres, National Gallery). Son portrait commémoratif, commencé de son vivant et terminé en 1764 après sa mort.

Épuisée par vingt années de vie, de travail et d'intrigues à la cour, la santé de Jeanne chancelle: elle contracte la tuberculose. À Versailles, elle se plaint constamment de l'air froid et humide de ses grands appartements, regrettant le petit appartement de l'attique nord, plus facile à chauffer, qu'elle a occupé les cinq premières années de son installation. Dans la nuit du 14 au 15 avril 1764, le curé de la Madeleine de la Ville-l’Evêque confesse la marquise et lui administre l'extrême onction. La croyant endormie, le prêtre fait le mouvement de se retirer et la marquise de Pompadour murmure : « Encore un moment, monsieur le Curé, nous nous en irons ensemble ». Jeanne-Antoinette meurt d'une congestion pulmonaire[réf. souhaitée], à l'âge de 42 ans, le 15 avril 1764 à Versailles, ultime privilège, puisqu'il est interdit à un courtisan de mourir dans le lieu où résident le roi et sa cour.
Madame de Pompadour est emportée sur une civière à son hôtel des Réservoirs, où elle est veillée deux jours et deux nuits dans sa chambre, transformée en chapelle ardente. Le mardi 17 avril 1764 en fin d'après-midi, le premier service funèbre se déroule à l'église Notre-Dame de Versailles. L'acte de décès est rédigé par Jean-François Allart, le curé de la paroisse).
Dufort de Chenerny raconte que, considérant le mauvais temps alors que le convoi funéraire de Jeanne-Antoinette quittait Versailles pour Paris, Louis XV aurait fait cette remarque : « La marquise n'aura pas beau temps pour son voyage » et voyant depuis le balcon de son bureau à Versailles le cortège s'éloigner dans l'avenue de Paris sans avoir pu rendre officiellement hommage à celle qui avait été si longtemps sa confidente : « Voilà les seuls devoirs que j'aie pu lui rendre ! ».
Jeanne-Antoinette est enterrée à Paris, dans la chapelle du couvent des Capucines, au côté de sa mère Louise Madeleine de La Motte (décédée le 24 décembre 1745) et sa fille Alexandrine (décédée le 15 juin 1754). L'emplacement du caveau se situerait actuellement au niveau de l'immeuble numéro 3 de la rue de la Paix. L'écrivain Michel de Decker évoque le devenir de la marquise : « C'est ainsi que Jeanne-Antoinette, demeurée dans son tombeau, dort encore aujourd'hui sous le pavé de l'ancienne rue Napoléon - devenue rue de la Paix en 1814 - et sans doute devant l'immeuble portant le numéro trois ».
Dans ses dispositions testamentaires et faute de descendance, Mme de Pompadour offre une partie de ses résidences au roi. Elle lègue également à ses amis et serviteurs des pensions viagères. Le reste de ses biens, dont le château de Menars, est transmis à son frère Abel-François.

Danielle Gallet, philologue, historienne et conservatrice aux Archives nationales, tente de fournir une appréciation objective de Louis XV et Madame de Pompadour :

« La liaison royale a été considérée par des écrits parfois bienveillants, le plus souvent perfides et venimeux. La personne de Mme de Pompadour y est dépeinte à grands traits, selon l'archétype immémorial de la courtisane princière. Enveloppée dans le déclin de l'institution monarchique, elle fut chargée des erreurs et des malheurs qui précédèrent l'agonie de l'Ancien Régime. »

### Descendance
De son mari, Charles-Guillaume Le Normant d'Étiolles, Madame de Pompadour a eu deux enfants : un fils mort en bas âge et une fille, Alexandrine, morte à l’âge de 9 ans d’une péritonite aiguë. La marquise n’eut jamais d’autres enfants.
De sa liaison avec le roi Louis XV, elle a eu trois fausses couches (accidentelles ou non, l'hypothèse d'avortements pour répondre au souhait du roi de ne pas avoir de bâtards n'étant pas exclue[réf. nécessaire]) entre 1746 et 1749. Souffrant de troubles gynécologiques, elle cesse alors toute relation sexuelle avec le roi, et devient l'ordonnatrice de ses plaisirs pour éviter d'être remplacée par une autre favorite officielle, en organisant le Parc-aux-cerfs.
Charles-Guillaume Le Normant d'Étiolles en revanche, vécut en concubinage avec une danseuse qu’il épousa une fois devenu veuf de la marquise. La famille entière fut emprisonnée sous la Terreur. Charles-Guillaume avait alors 74 ans.

## Mécénat

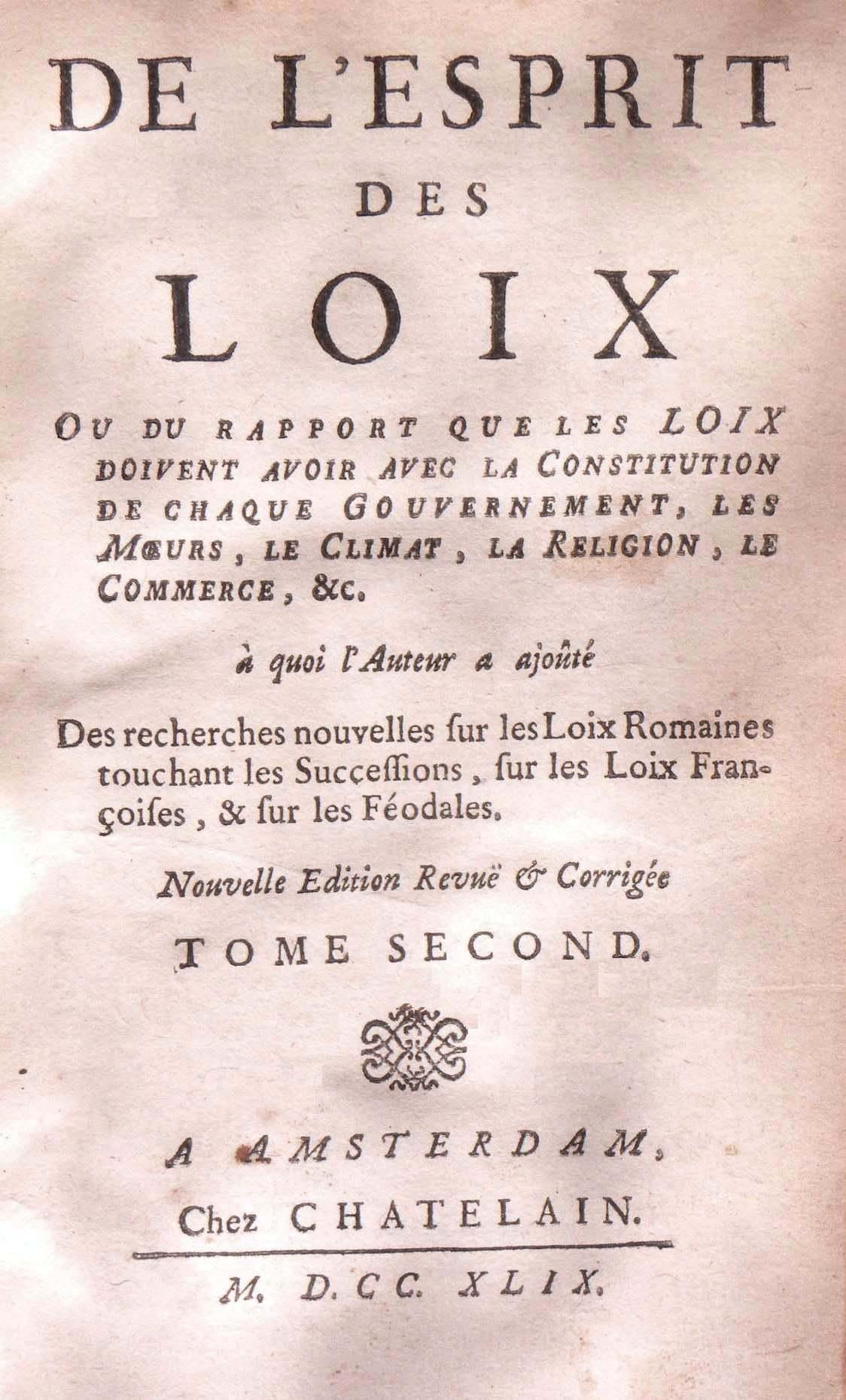
Page de titre du (Tome II) Nouvelle édition revue et corrigée « De l'esprit des lois » de Montesquieu en 1749, publiée par Chatelain.

### Littérature
Madame de Pompadour apporte son soutien indéfectible à Voltaire. La marquise réconcilie l'écrivain et Louis XV. Ce retour en grâce auprès du roi, permet à Voltaire d'obtenir une charge d'historiographe en 1745 et un siège à l'Académie française en 1747.
Madame de Pompadour est particulièrement favorable aux philosophes et au parti intellectuel. Les écrivains ont ainsi pu avoir la relative liberté de répandre des idées contestataires en faisant l'éloge du système politique anglais et en prônant une monarchie éclairée. Elle favorise, par exemple, la publication des deux premiers volumes de l'Encyclopédie de Diderot et D'Alembert, pourtant condamnée par le parlement de Paris. Alors qu'un arrêté du Conseil du roi Louis XV interdit l'impression et la diffusion des deux premiers volumes de l'Encyclopédie le 7 février 1752, ce même Conseil reconnaît « l'utilité de l'Encyclopédie pour les Sciences et les Arts », Madame de Pompadour et quelques ministres pouvant solliciter d’Alembert et Diderot de se redonner au travail de l’Encyclopédie dès le mois de mai.
Madame de Pompadour va aussi défendre Montesquieu face aux critiques, lors de la parution de son livre De l'esprit des lois, publié en 1748. L'un de ses adversaires, Claude Dupin, fermier général et propriétaire du château de Chenonceau, est l'auteur d'un ouvrage Réflexions sur l'esprit des lois en 1749 qui réfute les arguments développés par Montesquieu. Claude Dupin, avec l'aide de son épouse Louise de Fontaine, défend les financiers attaqués par Montesquieu tout en prenant soin de ne pas nommer le philosophe et observant pour lui-même l'anonymat en homme prudent et avisé. La réaction de Montesquieu ne s'est pas faite attendre et celui-ci demande à Madame de Pompadour d'intervenir en sa faveur. Grâce à son aide, Montesquieu obtient la suppression de l'édition de Claude Dupin. Madame de Pompadour qui protégeait Montesquieu, ne s'est-elle pas fait représenter dans le tableau de Maurice Quentin de La Tour avec, placé sur une table, l'ouvrage De l'esprit des lois ? Mais le livre de Montesquieu est mis à l'index en 1751 et le pape en interdit la lecture.
Ayant choisi pour médecin le docteur François Quesnay, chef des physiocrates et fondateur de l'économie politique, Madame de Pompadour devient la protectrice du jeune mouvement physiocratique. Les premières réunions de l'école ont d'ailleurs lieu dans l'entresol de Quesnay juste au-dessus des appartements de la marquise.
Madame de Pompadour possédait une bibliothèque où l'on trouvait le Grand Testament de François Villon.

### Arts

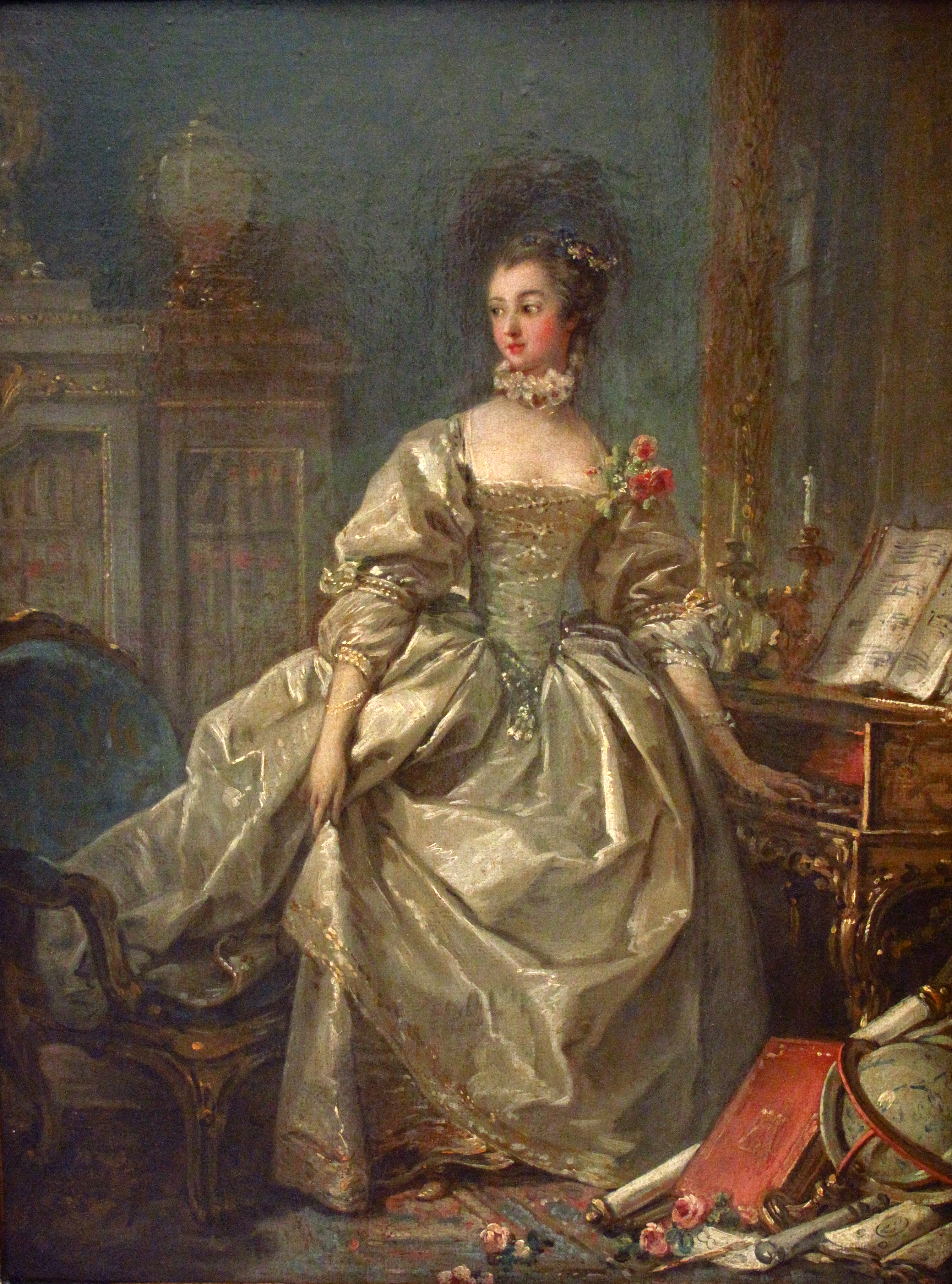
La Marquise de Pompadour représentée vers 1750 par François Boucher en protectrice des Arts, des Sciences et des Lettres (musée du Louvre).

Véritable protectrice des sciences, des lettres et des arts, la marquise de Pompadour se faisait toujours représenter par des portraits où elle était entourée d'objets rappelant son rôle dans la République des Lettres… Elle fit travailler de nombreux artisans, ainsi que la manufacture de porcelaine de Vincennes, et permit le réaménagement de la manufacture de porcelaine de Sèvres pour rivaliser avec la porcelaine du Japon, de Chine ou de Saxe. Elle promut des artistes de Sèvres, tels Jean-Jacques Bachelier ou Étienne Maurice Falconet, qui mirent au point des couleurs originales (le jaune jonquille, le bleu de Sèvres ou le rose « lilas » appelé « rose Pompadour » et inventé par Philippe Xhrouet), des motifs en « fleurs en naturel » ou le « biscuit de Sèvres ». Elle fut favorable à la construction de monuments comme la place Louis-XV (actuelle place de la Concorde) et le Petit Trianon. Elle participa aussi au projet de financement pour la réalisation de l’École militaire aux côtés de son ami Joseph Paris Duverney. Personnellement, elle apprit à danser, dessiner, graver, mais aussi à chanter et jouer de la guitare grâce à Pierre de Jélyotte, professeur de musique. D'après tous les témoignages, même ceux de ses ennemis les plus acharnés, elle chantait et jouait admirablement. Son frère, le marquis de Marigny, fut surintendant des bâtiments du roi et, à ce titre, l’un des promoteurs du style « à l’antique ».
Le « style Pompadour » était en plein épanouissement avant qu’elle ne devînt la maîtresse du roi.[réf. nécessaire]
Elle exerce un véritable mécénat par de nombreuses commandes aux peintres Boucher, La Tour et van Loo. Elle encourage un grand nombre d’artistes comme le peintre Nattier, le graveur Cochin, l’ébéniste Oeben, le sculpteur Pigalle, le gainier Jean-Claude Galluchat ou encore l’écrivain La Place.

### Gastronomie
- La légende veut que la marquise de Pompadour ait eu une véritable passion pour la soupe de truffes et de céleri, arrosée de tasses de chocolat ambré, selon les Mémoires de Mme Du Hausset, sa femme de chambre. Ces aliments avaient la réputation d'être aphrodisiaques, « échauffant les esprits et les passions ».
- Grande amatrice de champagne, dont elle aurait dit, selon la légende, qu’il est « le seul vin qui laisse la femme belle après boire »[68], la marquise de Pompadour favorisa sa consommation à Versailles. Mais le champagne avait été introduit à la cour sous la Régence. Une légende veut que la première coupe à champagne ait été moulée sur son sein[69].
- La « sauce Pompadour », utilisée notamment dans les « asperges à la Pompadour », est une sauce hollandaise dans laquelle est incorporé du macis[70].

### Résidences

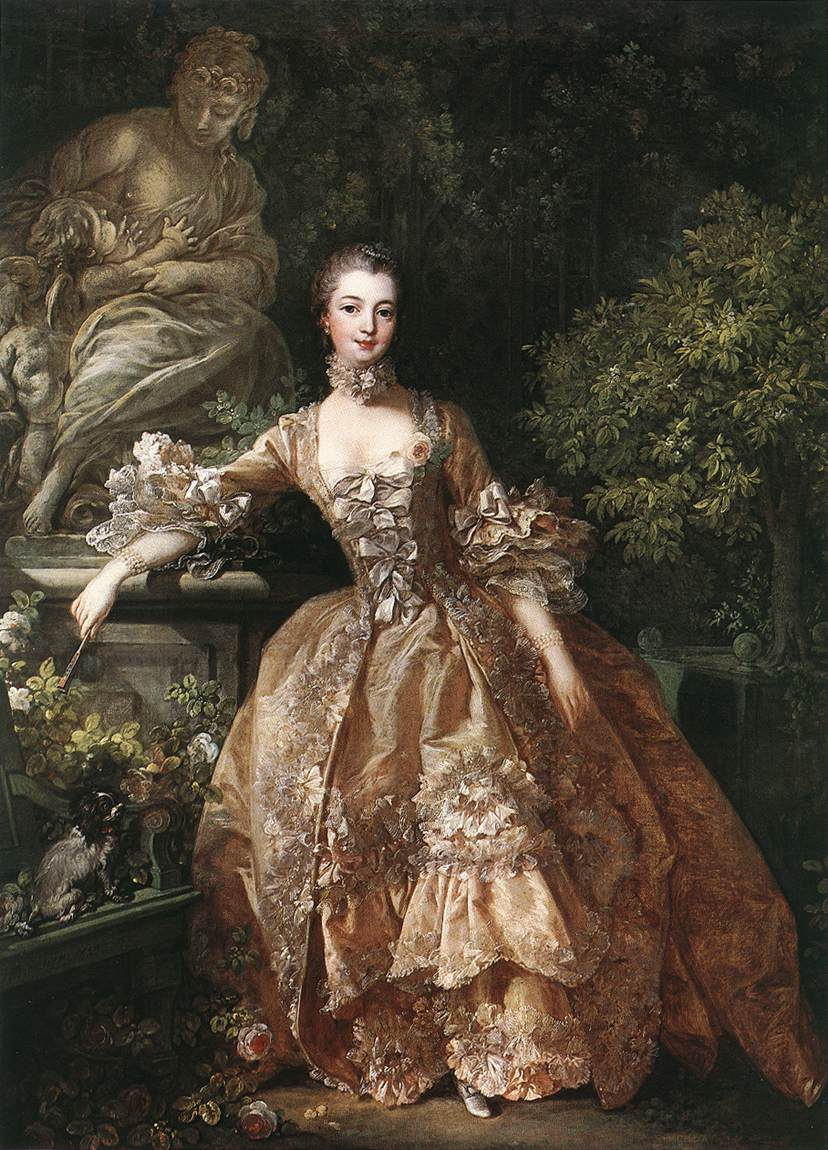
Madame de Pompadour par François Boucher (1759)
(Londres, Wallace Collection).

Durant sa vie, la marquise de Pompadour a résidé dans les châteaux suivants, successivement et parfois simultanément :
- le château d'Étiolles ;
- un hôtel particulier dans le centre de Paris (2e arrondissement) qu’elle quitte en 1745 pour Versailles ;
- le château de Pompadour en Corrèze, cadeau du roi en 1745, qui est vendu en 1760 sans qu'elle ne l'ait jamais occupé[71] ;
- le château de Versailles, où elle possède son propre appartement ;
- le château de Choisy Val-de-Marne, à partir de 1746 ;
- le château de Crécy de 1746 à 1757[71] ;
- le château de Montretout (surnommé Tretout) à Saint-Cloud jusqu’en 1748 ;
- le château de La Celle (également dit le petit château) à La Celle Saint-Cloud de 1748 à 1750[71] ;
- le château de Bellevue à Meudon qu’elle fait construire, achevé en 1750[71] ;
- l’hôtel des Réservoirs à Versailles en 1751 ;
- l’hôtel d’Évreux (actuel palais de l'Élysée), acheté en 1753[71] ;
- l'Ermitage de Pompadour à Fontainebleau à partir de 1749, qui possède des jardins dessinés par Garnier d'Isle[71] ;
- le château de Champs-sur-Marne où, en 1757, elle devient locataire et y séjourne dix-huit mois[71] ;
- le château de Saint-Ouen dont elle posséda l'usufruit de 1759 à sa mort[41];
- le château de Menars (Loir-et-Cher), à partir de 1760[71].

En 1762, sous l’impulsion de la marquise, Louis XV ordonne la construction d’un nouveau Trianon dans le parc de Versailles. Madame de Pompadour supervise les plans et la construction de ce qui allait devenir « le Petit Trianon » et devait être sa future résidence à la cour. Mais sa mort en 1764 ne lui permet pas d’assister à l’achèvement de son œuvre et c’est la nouvelle favorite du roi, Madame du Barry, qui l’inaugure aux côtés du roi et s’y installe.

## Dans les arts et la culture populaire

### Filmographie

#### Cinéma
- 1922 : Fridericus Rex de Arzén von Cserépy avec Trude Hesterberg.
- 1924 :
  - Monsieur Beaucaire de Sidney Olcott avec Paulette Duval.
  - Par ordre de la Pompadour de Frederic Zelnik avec Lya Mara.
- 1927 : Madame Pompadour de Herbert Wilcox avec Dorothy Gish.
- 1931 :
  - Un caprice de la Pompadour de Joë Hamman et Willi Wolff avec Marcelle Denya.
  - Madame Pompadour de Willi Wolff avec Anny Ahlers.
- 1933 : Voltaire de John G. Adolfi avec Doris Kenyon.
- 1934 : Casanova de René Barberis avec Marcelle Denya.
- 1936 : The Postman from Longjumeau de Carl Lamac avec Thekla Ahrens.
- 1937 : Fridericus de Johannes Meyer avec Lil Dagover.
- 1946 : Le Joyeux Barbier de George Marshall avec Hillary Brooke.
- 1952 : Fanfan la Tulipe de Christian-Jaque avec Geneviève Page.
- 1954 : Si Versailles m'était conté de Sacha Guitry avec Micheline Presle.
- 1960 : Le Secret du chevalier d'Éon de Jacqueline Audry avec Simone Valère.
- 2003 : Fanfan la Tulipe de Gérard Krawczy avec Hélène de Fougerolles[72].

#### Télévision
- 1958 : Le Courrier du roy, jouée par Monique Lepage.
- 2006 :  
  - Jeanne Poisson, marquise de Pompadour, téléfilm avec Hélène de Fougerolles (la marquise), Vincent Pérez (le roi), Charlotte de Turckheim (la reine), Patrick Haudecœur, Damien Jouillerot, Rosemarie La Vaullée.
  - L'épisode La Cheminée des temps (saison 2, épisode 4) de la série britannique Doctor Who a comme personnage central, la marquise de Pompadour.
- 2007 : La Pompadour a-t-elle mené Louis XV à sa perte ?, épisode du magazine Secrets d'histoire de TV5 Monde.
- 2009 : Louis XV, le Soleil noir, téléfilm de France 2.
- 2014 : Émission Secrets d'histoire intitulée La Pompadour ou le roi amoureux, documentaire présenté par Stéphane Bern et réalisé par David Jankowski, David Perrier et Florence Troquereau[73].
- 2018 : Louis XV, l'homme qui aimait trop les femmes, émission de L'Ombre d'un doute.

### Musique

#### Chanson
- 1757 : « Les reproches de La Tulipe à Madame de Pompadour », qui lui est adressée, lui fait porter la responsabilité de l'humiliation subie par l'armée française lors de la Bataille de Rossbach, sous le commandement de son protégé, le Maréchal de Soubise, jugé incompétent.

### Littérature
- 2008 : Pierre-Philippe Baudel (préf. Morad El Hattab), Les Beaux Esprits se rencontrent… (roman historique), Paris, Éditions Édilivre, coll. « Classique », 10 janvier 2008, 512 p. (ISBN 978-2-35607-183-5)

### Mode
- Le créateur britannique de chaussures de luxe Rupert Sanderson, s'inspire des souliers de Madame de Pompadour et imagine une ligne d'escarpins, pour sa collection automne-hiver 2012-2013.

## Honneurs
- La marquise de Pompadour est l'effigie d'une pièce de 10 € en argent éditée en 2012 par la Monnaie de Paris, pour la collection « Les Euros des Régions » afin de représenter la région Limousin où elle était propriétaire d'un domaine.
- Création de la rose « Madame de Pompadour » (obtenteur Gaujard)[74].

### Sources modernes
- Cécile Berly, Lettres de Madame de Pompadour, Paris, Éditions Perrin, coll. « Documents Historiques », 15 mai 2014, 441 p. (ISBN 978-2-262-04222-6, présentation en ligne)
- Cécile Berly, Les femmes de Louis XV, Paris, Perrin, 2018, 350 p. (ISBN 978-2-262-05136-5, lire en ligne).
- Philippe Cachau, Jacques Hardouin-Mansart de Sagonne, dernier des Mansart (1711-1778), thèse d'histoire de l'art, Paris-I Panthéon-Sorbonne, 2004, t.I, p. 550-557 ; t.II, p. 1123-1127 (maison Poisson, 50 rue de Richelieu) et 1259-1263 (projet pour le château de Maisons, 1747).
- Émile Campardon, Madame de Pompadour et la cour de Louis XV au milieu du dix-huitième siècle, Paris, Éditions Henri Plon, juin 1867 (1re éd. 1867), 532 p. (lire en ligne)
- Benedetta Craveri (trad. de l'italien), Reines et favorites : le pouvoir des femmes, Paris, Éditions Gallimard, coll. « Hors série Connaissance », 7 juin 2007, 400 p. (ISBN 978-2-07-078063-1, présentation en ligne)
- Michel de Decker, La Marquise des plaisirs : Madame de Pompadour, Paris, Éditions Pygmalion, 16 mars 2007, 216 p. (ISBN 978-2-85704-948-7).
- Danielle Gallet, Madame de Pompadour ou le pouvoir féminin, Paris, Éditions Fayard, coll. « Histoire », 10 janvier 1985 (réimpr. juin 2002), 306 p. (ISBN 978-2-213-01516-3, présentation en ligne).
- Guillaume Garcia-Moreau, "Le château de Saint-Ouen et Madame de Pompadour", Bulletin de la Société de l'Histoire de l'Art français, 2003, p. 221-240 Article en ligne
- Guillaume Garnier, « Le coucher, le lever, le sommeil des maîtresses royales. Les exemples de Mme de Maintenon et de Mme de Pompadour », dans Juliette Dor, Marie-Élisabeth Henneau et Alain Marchandisse, Maîtresses et favorites dans les coulisses du pouvoir du Moyen Âge à l'Époque moderne, Saint-Étienne, Publications de l'Université de Saint-Étienne, coll. « L’École du genre », 2019 (ISBN 9782862726946, lire en ligne), p. 201-211.
- Edmond de Goncourt et Jules de Goncourt, Madame de Pompadour, Paris, Éditions Firmin Didot, 1888 (1re éd. 1881), 402 p. (lire en ligne)
- Edmond de Goncourt et Jules de Goncourt (préf. Jean Castarède), Madame de Pompadour, Chaintreaux, Éditions France-Empire, 29 novembre 2012 (1re éd. 1881 et 1888), 352 p., 24 cm x 16 cm, couverture couleur, broché (ISBN 978-2-7048-1177-9, présentation en ligne)
- Auguste Jal, Dictionnaire critique de biographie et d'histoire : Errata et supplément pour tous les dictionnaires historiques, Paris, Éditions Henri Plon, 1872 (1re éd. 1867), 1382 p. (lire en ligne), « Pompadour Jeanne Antoinette Poisson, marquise de », p. 985.
- Adolphe Jullien, Histoire du théâtre de Madame de Pompadour dit théâtre des Petits Cabinets, Paris, Éditions J.Baur, 1874, 84 p. (lire en ligne)
- René de La Croix de Castries, La Pompadour, Paris, Éditions Albin Michel, 13 avril 1983, 336 p. (ISBN 978-2-226-01763-5)
- Évelyne Lever, Madame de Pompadour, Paris, Éditions Perrin, coll. « Biographies historiques », 14 août 2006 (réimpr. 14 mai 2009) (1re éd. 16 mars 2000), 408 p. (ISBN 978-2-262-02583-0, présentation en ligne).
- Ludovic Michel, Prestigieuse Marquise de Pompadour, Paris, Éditions Société Continentale d'Éditions Modernes Illustrés, coll. « Connaissance du passé », 1er janvier 1972, 368 p.
- Robert Muchembled, Madame de Pompadour, Paris, Éditions Fayard, 1er octobre 2014, 600 p. (ISBN 978-2-213-66665-5, présentation en ligne, lire en ligne)
- Jean Nicolle, Madame de Pompadour et la société de son temps, Paris, Éditions Albatros, 1980, 367 p. (BNF 34654574)
- Pierre de Nolhac, Louis XV et Madame de Pompadour, Paris, Éditions Calmann-Lévy, 1903, 292 p. (lire en ligne)
- Pierre de Nolhac, Louis XV et Madame de Pompadour, Besançon, Éditions Graine d'Auteur, coll. « Hommes et périodes de l'Histoire », 27 septembre 2011 (1re éd. 1903), 200 p. (ISBN 978-2-35663-019-3, présentation en ligne)
- Pierre de Nolhac, Madame de Pompadour et la politique, Paris, Éditions Louis Conard, coll. « Versailles et la cour de France » (no 7), 1930, 340 p.
- Henri Pigaillem, Dictionnaire des favorites, Paris, Éditions Pygmalion, coll. « Histoire », 9 juin 2010, 493 p. (ISBN 978-2-7564-0254-3, présentation en ligne)
- Xavier Salmon (dir.), Madame de Pompadour et les arts, Paris, Éditions de la Réunion des musées nationaux, 13 février 2002, 543 p. (ISBN 978-2-7118-4304-6, présentation en ligne)
- Marcelle Tinayre, Madame de Pompadour, Flammarion, 1924, 127 p.

### Sources anciennes
Département des Yvelines :

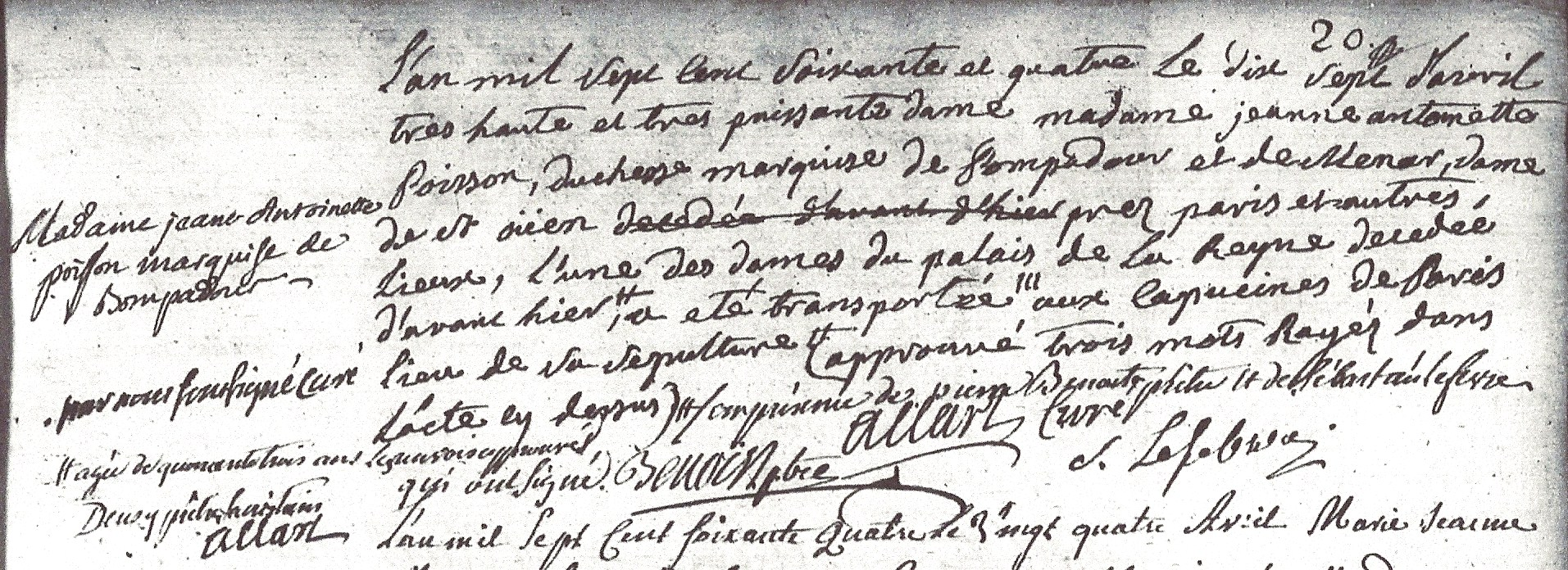
Acte de décès de Madame de Pompadour en date du 17 avril 1764.
Paroisse Notre-Dame à Versailles.
Archives départementales des Yvelines et de l'ancienne Seine-et-Oise.

- Archives départementales des Yvelines - 2 Avenue de Lunca 78180 Montigny-le-Bretonneux
- Archives numérisées des registres paroissiaux et de l'État civil : « Site officiel des Archives départementales des Yvelines et de l'ancienne Seine-et-Oise »
Décès de Madame de Pompadour, pour la recherche : commune actuelle Versailles, autre institution Notre-Dame, acte sépultures et décès, année 1764.
Collection départementale, cote du document 1112503, image 27, page de droite.

Département de Paris :
- Archives nationales - no 60 rue des Francs-Bourgeois 75003 Paris
- Bibliothèque nationale de France - Bibliothèque numérique Gallica :
  - Nicole du Hausset, Mémoires de Madame du Hausset, femme de chambre de Madame de Pompadour, Baudoin frères (Paris), 1824 (lire en ligne)
Auteur : Nicole du Hausset (1713-1801) servante, confidente et dame de compagnie de Madame de Pompadour. Annotation de l'ouvrage par Quentin Craufurd (1743-1819) écrivain britannique.
  - Plan du couvent des Capucines en 1686 : « Plan de l'étage au rez-de-chaussée du couvent à bastir pour les Capucines de la rue Saint-Honoré »
La Nef de l'église (A) dispose de chaque côté, de quatre chapelles (H). Six d'entre elles sont matérialisées sur le plan d'origine. Le chœur de nuit (D) et la grande sacristie (E) deviendront les deux dernières, de part et d'autre du sanctuaire (B).
À l'entrée du couvent des Capucines, en bas et à gauche de la Nef, se situe la première chapelle où reposent Madame de Pompadour, sa fille Alexandrine et sa mère Louise, Madeleine de La Motte. Ce caveau était précédemment la propriété de la famille de La Trémoille.

### Articles de l'encyclopédie
- Louis XV
- Liste des maîtresses des souverains de France
- Appartement de la marquise de Pompadour
- Madame de Pompadour à son métier à broder
- Château de Saint-Ouen (Saint-Ouen-sur-Seine)

#### Bases de données et dictionnaires
- Ressources relatives aux beaux-arts :   - AGORHA
  - Artists of the World Online
  - Bénézit
  - British Museum
  - Musée du Prado
  - National Gallery of Art
  - Nationalmuseum
  - RKDartists
  - Te Papa Tongarewa
  - Union List of Artist Names
- Ressources relatives à la musique :   - Grove Music Online
  - MusicBrainz
  - Répertoire international des sources musicales
- Ressource relative à plusieurs domaines :   - Répertoire du patrimoine culturel du Québec
- Ressource relative à la bande dessinée :   - Comic Vine
- Ressource relative au spectacle :   - César
- Notices dans des dictionnaires ou encyclopédies généralistes :   - Britannica
  - Brockhaus
  - Collective Biographies of Women
  - Den Store Danske Encyklopædi
  - Deutsche Biographie
  - Dictionnaire des femmes de l'ancienne France
  - Dictionnaire universel des créatrices
  - Dizionario di Storia
  - Gran Enciclopèdia Catalana
  - Hrvatska Enciklopedija
  - Internetowa encyklopedia PWN
  - Nationalencyklopedin
  - Store norske leksikon
  - Universalis
  - Visuotinė lietuvių enciklopedija
- Notices d'autorité :   - VIAF
  - ISNI
  - BnF (données)
  - IdRef
  - LCCN
  - GND
  - Italie
  - Japon
  - CiNii
  - Espagne
  - Pays-Bas
  - Pologne
  - Israël
  - NUKAT
  - Suède
  - Vatican
  - Australie
  - Norvège